# 1514년

## 연호
- 명(明) 정덕(正德) 9년
- 일본(日本) 에이쇼(永正) 11년
- 후 레 왕조(後黎朝) 홍투언(洪順) 6년

## 기년
- 류큐(琉球) 쇼신왕(尚真王) 38년
- 명(明) 무종 정덕제(武宗 正德帝) 9년
- 조선(朝鮮) 중종(中宗) 9년
- 후 레 왕조(後黎朝) 양익제(襄翼帝) 6년

## 사건
- 10월 9일 - 프랑스의 루이 12세와 메리 튜더 결혼.

## 탄생
- 1월 23일 - 명의 정치가 해서. (~1587년)
- 10월 28일 - 조선 12대 국왕 인종의 정비 인성왕후. (~1578년)
- 12월 31일 - 벨기에의 의학자, 근대 해부학의 창시자 안드레아스 베살리우스. (~1564년)